# Huehuetlán (San Luis Potosí)
Huehuetlán (del náhuatl: Wewetlan ‘Lugar de los tambores’) es una localidad del estado mexicano de San Luis Potosí, cabecera del municipio homónimo.

## Geografía
Se encuentra en la ubicación 21°32′45″N 98°57′59″O / 21.54583, -98.96639, a una altitud de 362 m s. n. m. La zona urbana ocupa una superficie de 0.3714 km².

## Demografía
Según los datos registrados en el censo de 2020, la población de Huehuetlán es de 551 habitantes, lo que representa un decrecimiento promedio de -0.20% anual en el período 2010-2020 sobre la base de los 562 habitantes registrados en el censo anterior. Al año 2020 la densidad poblacional era de 1483 hab/km².
| Gráfica de evolución demográfica de Huehuetlán entre 2000 y 2020  |
|                                                                   |
| Fuente: Instituto Nacional de Estadística Geografía e Informática |

La población de Huehuetlán está mayoritariamente alfabetizada, (3.63% de personas mayores de 15 años analfabetas, según relevamiento del año 2020), con un grado de escolaridad en torno a los 10 años. El 49.91% de la población se reconoce como indígena. 

El 94.7% de los habitantes de Huehuetlán profesa la religión católica.
En el año 2010 estaba clasificada como una localidad de grado muy bajo de vulnerabilidad social. Según el relevamiento realizado, 153 personas de 15 años o más no habían completado la educación básica, —carencia conocida como rezago educativo—, y 83 personas no disponían de acceso a la salud.

## Economía
Las principales actividades económicas de la población son la agricultura, la ganadería y el cultivo de cítricos.